# Mérulaxe de Spillmann
Espèce
Statut de conservation UICN

 LC  : Préoccupation mineure
Le Mérulaxe de Spillmann (Scytalopus spillmanni) est une espèce de passereaux de la famille des Rhinocryptidae présente en Colombie, en Équateur et au Pérou.